# Eteronormatività
L'eteronormatività o eteronorma è la convinzione che l'eterosessualità sia l'unico orientamento sessuale o norma unica per la sessualità, e che le relazioni sessuali e coniugali siano appropriate solo tra persone di sesso opposto. L'eteronormatività è spesso legata a eterosessismo e omofobia.
Come premessa di questa posizione prescrittiva, si assume che le persone siano divise in due generi distinti e complementari  (rimuovendo quindi anche l'intersessualità in quanto "deviazione"), ovvero uomo e donna, naturalizzando ruoli sociali.
L'eteronormatività allinea così la sessualità alla norma biologica, all'identità di genere e ai ruoli di genere.

## Origine del termine
Michael Warner rese popolare il termine nel 1991,  in una delle prime opere principali della teoria queer. Le radici del concetto stanno nella teoria di Gayle Rubin sul "sistema di genere sessuale" e di Adrienne Rich sull'eterosessualità obbligatoria. Fin dall'inizio, le teorie dell'eteronormatività hanno incluso uno sguardo critico sul genere; Warner aveva scritto che "ogni persona queer che arriva ad una comprensione di sé, sa in un modo o nell'altro che la sua stigmatizzazione è collegato al genere. [...] Essere queer [...] significa essere in grado, in un modo più o meno articolato, di sfidare la comprensione comune della cosa.
In una serie di articoli, Samuel A. Chambers richiese una comprensione dell'eteronormatività come concetto che rivela le aspettative, esigenze e vincoli prodotti quando l'eterosessualità è presa come norma all'interno di una società.